# Дудин Андрій Степанович

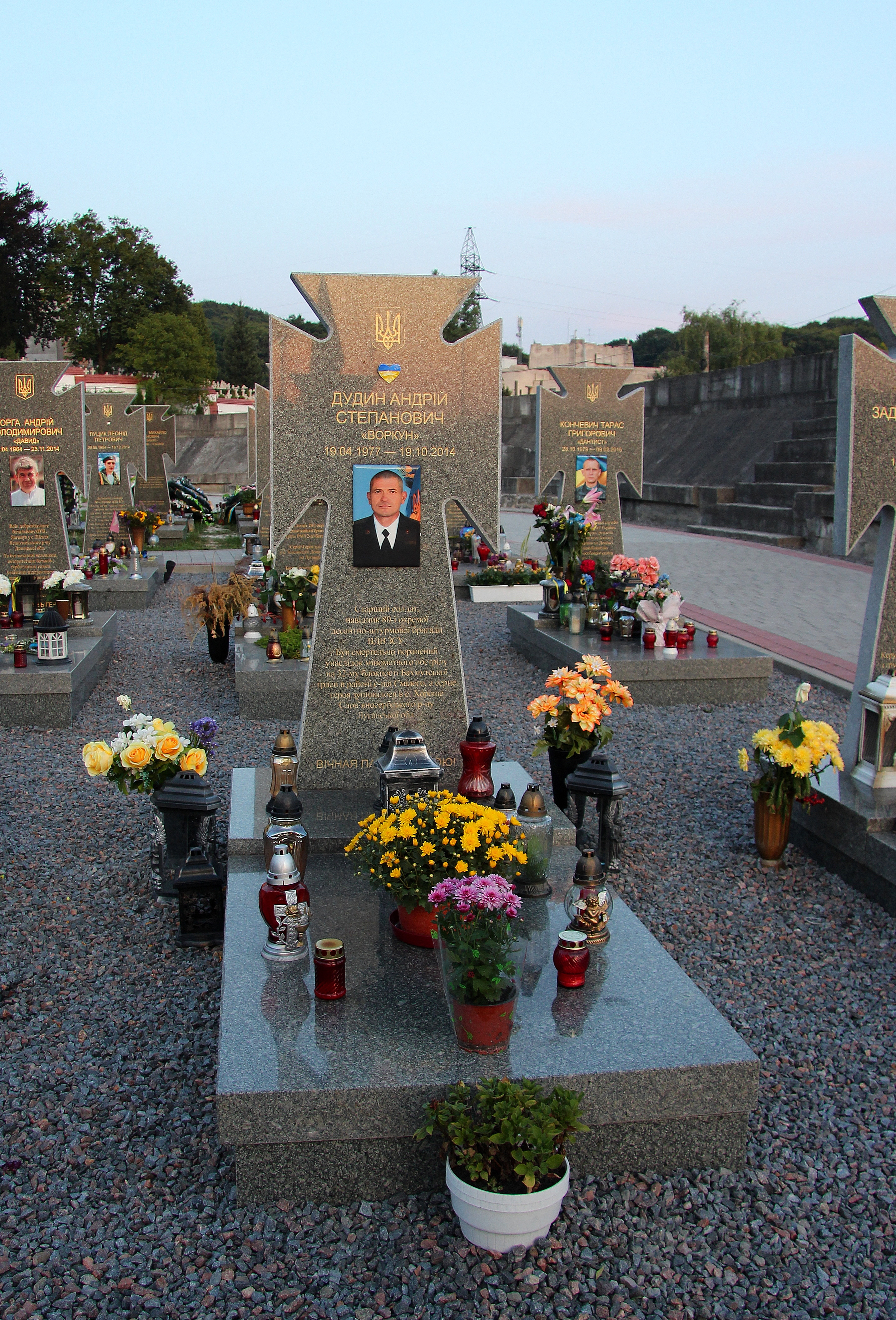

Андрі́й Степа́нович Ду́дин (19 квітня 1977, с. Голосковичі — 19 жовтня 2014, с. Сміле) — старший солдат Збройних сил України, 80-та окрема високо-мобільна десантна бригада. Учасник російсько-української війни.

## Життєпис
Народився в селі Голосковичі, Бродівського району, Львівської області. Мешкав у Львові.
Загинув у ніч проти 19 жовтня, захищаючи позиції 32-го блокпоста на трасі «Бахмутка» поблизу селища Сміле. Дістав осколкове поранення, загинув від втрати крові.
Вдома залишилися дружина Людмила Миколаївна та двоє дітей. Похований на Личаківському цвинтарі.

## Нагороди
- 31 жовтня 2014 року за особисту мужність і героїзм, виявлені у захисті державного суверенітету та територіальної цілісності України, вірність військовій присязі під час російсько-української війни, відзначений — нагороджений орденом «За мужність» III ступеня (посмертно).